# سانفلاور (میسیسیپی)
سانفلاور (به انگلیسی: Sunflower) شهرکی در ایالت میسیسیپی کشور ایالات متحده آمریکا است که جمعیت آن در سرشماری سال ۲۰۱۰ میلادی، ۱٬۱۵۹
نفر بوده‌است.